# Glossodoris
Glossodoris es un género de moluscos nudibranquios de la familia Chromodorididae (babosas de mar).

## Diversidad
El género ‘‘Glossodoris’’ incluye un total de 23 especies descritas:'
- Glossodoris aeruginosa Rudman, 1995
- Glossodoris angasi Rudman, 1986
- Glossodoris aureola Rudman, 1995
- Glossodoris bombayana Winckworth, 1946
- Glossodoris cincta (Bergh, 1888)
- Glossodoris erythraea Ehrenberg, 1831
- Glossodoris gregorius Rudman, 1986
- Glossodoris hikuerensis Pruvot-Fol, 1954
- Glossodoris humberti (Kelaart, 1858)
- Glossodoris katoi Baba, 1938
- Glossodoris kophos Yonow, 2001
- Glossodoris lamberti (Crosse, 1875)
- Glossodoris misakinosibogae Baba, 1988
- Glossodoris moerchi (Bergh, 1879)
- Glossodoris pallida Ruppell & Leuckart, 1828
- Glossodoris pantherina (Bergh, 1905)
- Glossodoris prismatica (Pease, 1860)
- Glossodoris rufomarginata (Bergh, 1890)
- Glossodoris semeion Winckworth, 1946
- Glossodoris souverbiei (Crosse, 1875)
- Glossodoris thalassopora (Bergh, 1879)
- Glossodoris vespa Rudman, 1990
- Glossodoris xishaensis Lin, 1975

Especies sobre las que existen dudas sobre su validez:
- Glossodoris limbata Vicente, 1967 (taxon inquirendum)
- Glossodoris poecila Winckworth, 1946 (taxon inquirendum)

Especies cuyo nombre ha dejado de ser aceptado por sinonimia:
- Glossodoris aegialia (Bergh, 1904): aceptado como Hypselodoris aegialia (Bergh, 1904): aceptado como Felimare agassizii (Bergh, 1894)
- Glossodoris albomaculata (Pease, 1866): aceptado como Goniobranchus albomaculatus Pease, 1866
- Glossodoris alternata Burn, 1957: aceptado como Chromodoris alternata (Burn, 1957)
- Glossodoris amoena (Cheeseman, 1886): aceptado como Ceratosoma amoenum (Cheeseman, 1886)
- Glossodoris annulata (Eliot, 1904): aceptado como Goniobranchus annulatus (Eliot, 1904)
- Glossodoris arbuta Burn, 1961: aceptado como Thorunna arbuta (Burn, 1961)
- Glossodoris atopa (Bergh, 1905): aceptado como Ceratosoma amoenum (Cheeseman, 1886)
- Glossodoris atromarginata Cuvier, 1804: aceptado como Doriprismatica atromarginata (Cuvier, 1804)
- Glossodoris aureomarginata (Cheeseman, 1881): aceptado como  Goniobranchus aureomarginatus (Cheeseman, 1881)
- Glossodoris aureopurpurea (Collingwood, 1881): aceptado como  Goniobranchus aureopurpureus (Collingwood, 1881)
- Glossodoris australis (Risbec, 1928): aceptado como  Thorunna australis (Risbec, 1928)
- Glossodoris averni Rudman, 1985: aceptado como Ardeadoris averni (Rudman, 1985)
- Glossodoris baumanni (Bertsch, 1970): aceptado como Felimida baumanni (Bertsch, 1970)
- Glossodoris bennetti (Angas, 1864): aceptado como Hypselodoris bennetti (Angas, 1864)
- Glossodoris bilineata Pruvot-Fol, 1953: aceptado como Felimare bilineata (Pruvot-Fol, 1953)
- Glossodoris capensis Barnard, 1927: aceptado como Hypselodoris capensis (Barnard, 1927)
- Glossodoris carlsoni  Rudman, 1986: aceptado como Ardeadoris carlsoni (Rudman, 1986)
- Glossodoris carnea (Bergh, 1889) aceptado como Hypselodoris carnea (Bergh, 1889)
- Glossodoris cavae (Eliot, 1904): aceptado como Goniobranchus cavae (Eliot, 1904)
- Glossodoris charlottae: aceptado como Goniobranchus charlottae (Schrödl, 1999)
- Glossodoris clenchi: aceptado como Felimida clenchi(Russell, 1935)
- Glossodoris clitonota (Bergh, 1905): aceptado como Mexichromis lemniscata (Quoy & Gaimard, 1832)
- Glossodoris coelestis (Deshayes in Fredol, 1865): aceptado como Felimare orsinii (Vérany, 1846)
- Glossodoris coi Risbec, 1956: aceptado como Goniobranchus coi (Risbec, 1956)
- Glossodoris cruenta Rudman, 1986: aceptado como Ardeadoris cruenta (Rudman, 1986)
- Glossodoris dalli (Bergh, 1879): aceptado como Felimida dalli (Bergh, 1879)
- Glossodoris daphne (Angas, 1864): aceptado como Goniobranchus daphne (Angas, 1864)
- Glossodoris decora (Pease, 1860): aceptado como Goniobranchus decorus (Pease, 1860)
- Glossodoris decorata (Risbec, 1928): aceptado como Hypselodoris maculosa (Pease, 1871)
- Glossodoris decussata (Risbec, 1928) aceptado como Noumea decussata Risbec, 1928 aceptado como Verconia decussata (Risbec, 1928)
- Glossodoris dendrobranchia Rudman, 1990: aceptado como Doriprismatica dendrobranchia (Rudman, 1990)
- Glossodoris dollfusi Pruvot-Fol, 1933: aceptado como Hypselodoris dollfusi (Pruvot-Fol, 1933)
- Glossodoris dorbignii Gray, 1850: aceptado como Doris sticta (Iredale & O'Donoghue, 1923)
- Glossodoris edenticulata: aceptado como Hypselodoris picta  (Schultz in Philippi, 1836)
- Glossodoris edmundsi Cervera, Garcia-Gomez & Ortea, 1989: aceptado como Felimida edmundsi (Cervera, Garcia-Gomez & Ortea, 1989)
- Glossodoris electra Rudman, 1990: aceptado como Ardeadoris electra (Rudman, 1990)
- Glossodoris festiva (A. Adams, 1861): aceptado como Hypselodoris festiva (A. Adams, 1861)
- Glossodoris fidelis (Kelaart, 1858): aceptado como Goniobranchus fidelis (Kelaart, 1858)
- Glossodoris flava (Eliot, 1904): aceptado como Diversidoris flava (Eliot, 1904)
- Glossodoris florens Baba, 1949: aceptado como Thorunna florens (Baba, 1949)
- Glossodoris fontandraui Pruvot-Fol, 1951: aceptado como Felimare fontandraui (Pruvot-Fol, 1951)
- Glossodoris ghanensis Edmunds, 1968: aceptado como Felimida ghanensis (Edmunds, 1968)
- Glossodoris haliclona Burn, 1957: aceptado como Noumea haliclona (Burn, 1957)
- Glossodoris inornata Pease, 1871: aceptado como Chromodoris aspersa (Gould, 1852)
- Glossodoris kulonba (Burn, 1966): aceptado como Doriprismatica kulonba (Burn, 1966)
- Glossodoris kuniei (Provot-Fol, 1930): aceptado como Goniobranchus kuniei (Pruvot-Fol, 1930)
- Glossodoris lata (Risbec, 1827): aceptado como Chromodoris lata Risbec, 1928
- Glossodoris lemniscata (Quoy & Gaimard, 1832): aceptado como Mexichromis lemniscata (Quoy & Gaimard, 1832)
- Glossodoris luteopunctata Gantès, 1962: aceptado como Felimida luteopunctata (Gantès, 1962)
- Glossodoris maccarthyi (Kelaart, 1858): aceptado como Doriprismatica atromarginata (Cuvier, 1804)
- Glossodoris marginata (Pease, 1860): aceptado como Goniobranchus verrieri (Crosse, 1875)
- Glossodoris mariei (Crosse, 1872): aceptado como Mexichromis mariei (Crosse, 1872)
- Glossodoris maritima Baba, 1949: aceptado como Hypselodoris maritima (Baba, 1949)
- Glossodoris mouaci (Risbec, 1930) aceptado como Hypselodoris mouaci (Risbec, 1930)
- Glossodoris multituberculata Baba, 1953: aceptado como Mexichromis multituberculata (Baba, 1953)
- Glossodoris ndukuei (Risbec, 1928): aceptado como Goniobranchus decorus (Pease, 1860)
- Glossodoris neona: aceptado como Felimida neona (Er. Marcus, 1955)
- Glossodoris nona Baba, 1953: aceptado como Chromodoris nona (Baba, 1953)
- Glossodoris norrisi: aceptado como Felimida norrisi (Farmer, 1963)
- Glossodoris ocellata Ortea, Gofas & Valdés, 1997: aceptado como Felimida ocellata (Ortea, Gofas & Valdés, 1997)
- Glossodoris odhneri Risbec, 1953: aceptado como Hypselodoris tryoni (Garrett, 1873)
- Glossodoris orsinii (Vérany, 1846): aceptado como Felimare orsinii (Vérany, 1846)
- Glossodoris paladentata Rudman, 1986: aceptado como Doriprismatica paladentata (Rudman, 1986)
- Glossodoris perplexa: aceptado como Thorunna perplexa  (Burn, 1957)
- Glossodoris picta (Schultz in Philippi, 1836): aceptado como Felimare picta (Schultz in Philippi, 1836)
- Glossodoris placida Baba, 1949: aceptado como Hypselodoris placida (Baba, 1949)
- Glossodoris plumbea (Pagenstecher, 1877): aceptado como Doriprismatica plumbea (Pagenstecher, 1877)
- Glossodoris poliahu Bertsch & Gosliner, 1989: aceptado como Ardeadoris poliahu (Bertsch & Gosliner, 1989)
- Glossodoris porterae: aceptado como Mexichromis porterae
- Glossodoris pullata Rudman, 1995: aceptado como Ardeadoris pullata (Rudman, 1995)
- Glossodoris punctilucens (Bergh, 1890): aceptado como Felimida punctilucens (Bergh, 1890)
- Glossodoris quadricolor: aceptado como Chromodoris quadricolor (Rüppell & Leuckart, 1828)
- Glossodoris ransoni Pruvot-Fol, 1954: aceptado como Goniobranchus kuniei (Pruvot-Fol, 1930)
- Glossodoris rubroannulata Rudman, 1986: aceptado como Ardeadoris rubroannulata (Rudman, 1986)
- Glossodoris rufomaculata (Pease, 1871): aceptado como Goniobranchus rufomaculatus (Pease, 1871)
- Glossodoris runcinata (Bergh, 1877): aceptado como Hypselodoris infucata (Rüppell & Leuckart, 1831)
- Glossodoris sagamiensis Baba, 1949: aceptado como Hypselodoris sagamiensis (Baba, 1949)
- Glossodoris sedna Ev. Marcus & Er. Marcus, 1967: aceptado como Doriprismatica sedna (Ev. Marcus & Er. Marcus, 1967)
- Glossodoris setoensis Baba, 1938: aceptado como Goniobranchus setoensis (Baba, 1938)
- Glossodoris shirarae Baba, 1953: aceptado como Goniobranchus tumuliferus (Collingwood, 1881)
- Glossodoris sibogae (Bergh, 1905): aceptado como Doriprismatica sibogae (Bergh, 1905)
- Glossodoris stellata Rudman, 1986: aceptado como Doriprismatica stellata (Rudman, 1986)
- Glossodoris symmetrica Rudman, 1990: aceptado como Ardeadoris symmetrica (Rudman, 1990)
- Glossodoris tasmaniensis (Bergh, 1905): aceptado como Chromodoris tasmaniensis Bergh, 1905
- Glossodoris tennentana (Kelaart, 1859): aceptado como Goniobranchus tennentanus (Kelaart, 1859)
- Glossodoris tenuis (Collingwood, 1881) aceptado como Chromodoris tenuis Collingwood, 1881
- Glossodoris tibboeli Valdés & Adams, 2005: aceptado como Doriprismatica tibboeli (Valdés & M.J. Adams, 2005)
- Glossodoris tomsmithi Bertsch & Gosliner, 1989: aceptado como Ardeadoris tomsmithi (Bertsch & Gosliner, 1989)
- Glossodoris tricolor: aceptado como Felimare tricolor (Cantraine, 1835)
- Glossodoris trimarginata Winckworth, 1946: aceptado como Goniobranchus trimarginatus (Winckworth, 1946)
- Glossodoris tumulifera (Collinwood, 1881): aceptado como Goniobranchus tumuliferus (Collingwood, 1881)
- Glossodoris tura: aceptado como Mexichromis tura (Marcus & Marcus, 1967)
- Glossodoris undaurum Rudman, 1985: aceptado como Ardeadoris undaurum (Rudman, 1985)
- Glossodoris undulata Pruvot-Fol, 1954: aceptado como Doriprismatica sibogae (Bergh, 1905)
- Glossodoris valenciennesi (Cantraine, 1841): aceptado como Felimare picta (Schultz in Philippi, 1836)
- Glossodoris variata (Risbec, 1928): aceptado como Goniobranchus aureopurpureus (Collingwood, 1881)
- Glossodoris verrieri (Crosse, 1875): aceptado como Goniobranchus verrieri (Crosse, 1875)
- Glossodoris vicina (Eliot, 1904): aceptado como Goniobranchus tennentanus (Kelaart, 1859)
- Glossodoris victoriae Burn, 1957: aceptado como Goniobranchus epicurius (Basedow & Hedley, 1905)
- Glossodoris webbi (d'Orbigny, 1839): aceptado como Felimare picta (Schultz in Philippi, 1836)
- Glossodoris westraliensis O'Donoghue, 1924: aceptado como Chromodoris westraliensis (O'Donoghue, 1924)
- Glossodoris xantholeuca (Ehrenberg, 1831): aceptado como Glossodoris pallida (Rüppell & Leuckart, 1828)
- Glossodoris youngbleuthi (Kay & Young, 1969): aceptado como Glossodoris rufomarginata (Bergh, 1890)

## Galería

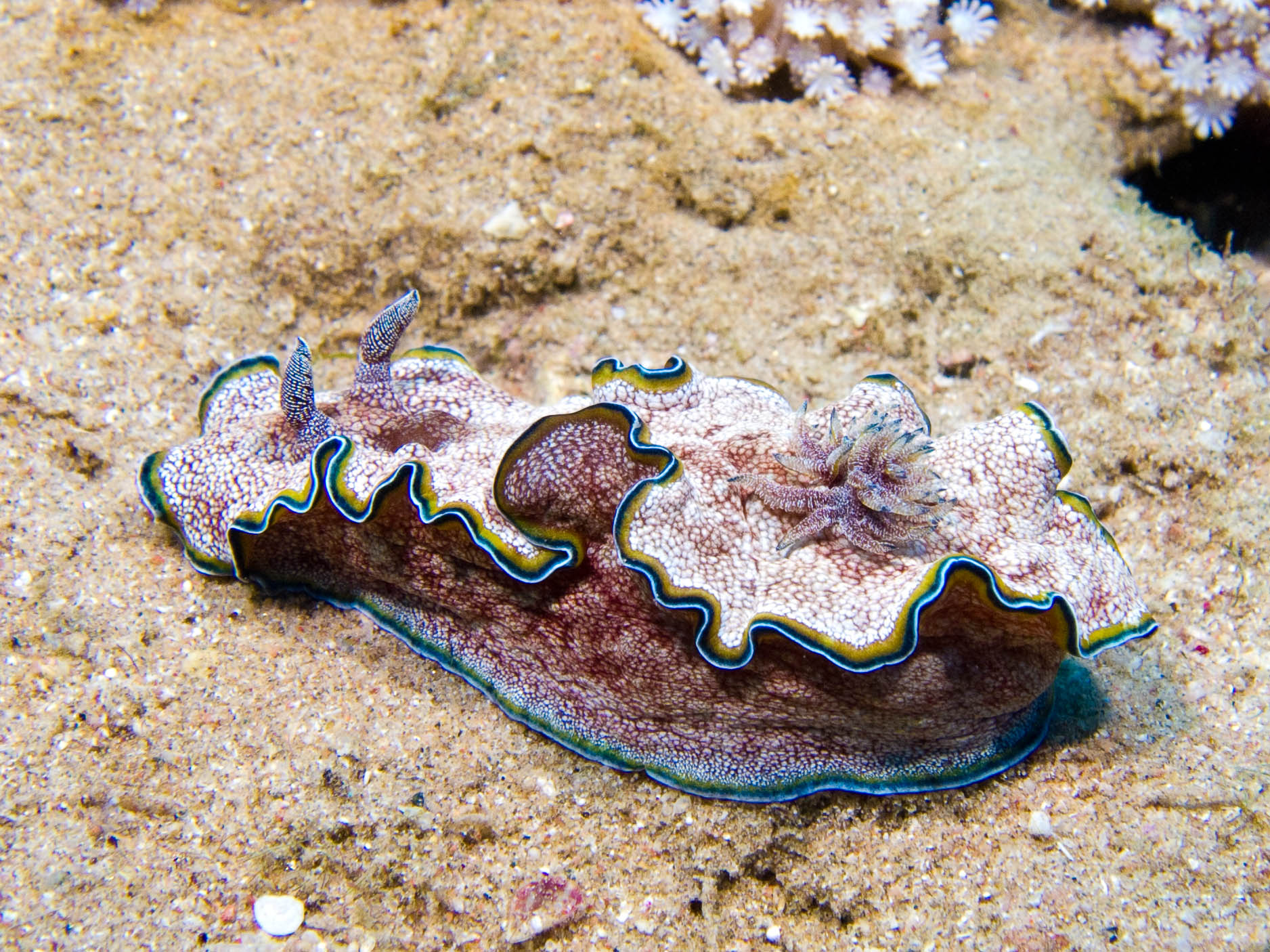
Glossodoris cincta
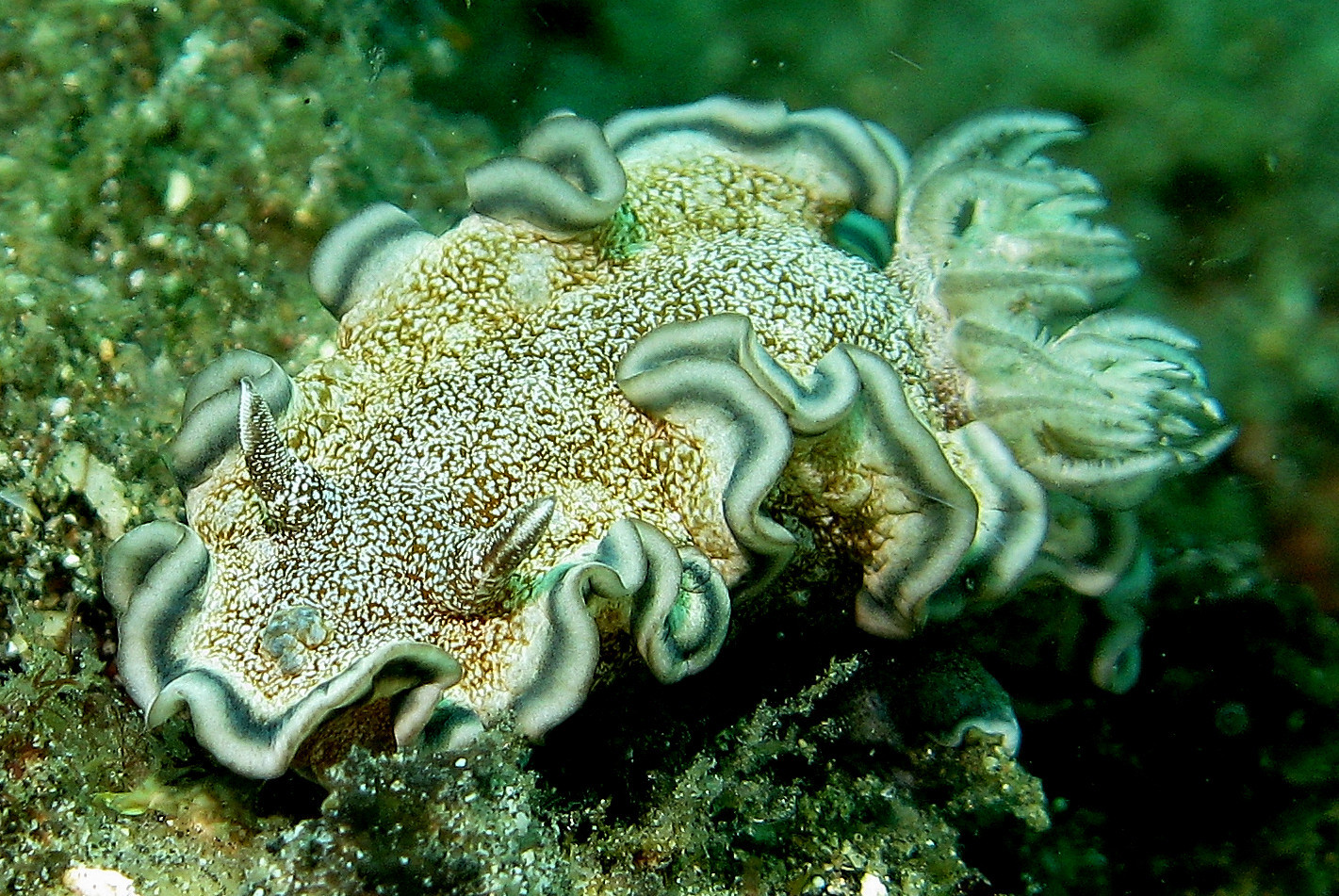
Glossodoris hikuerensis
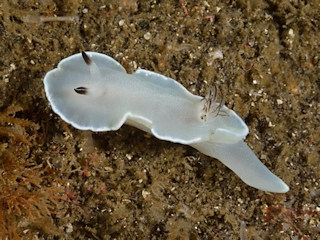
Glossodoris misakinosibogae
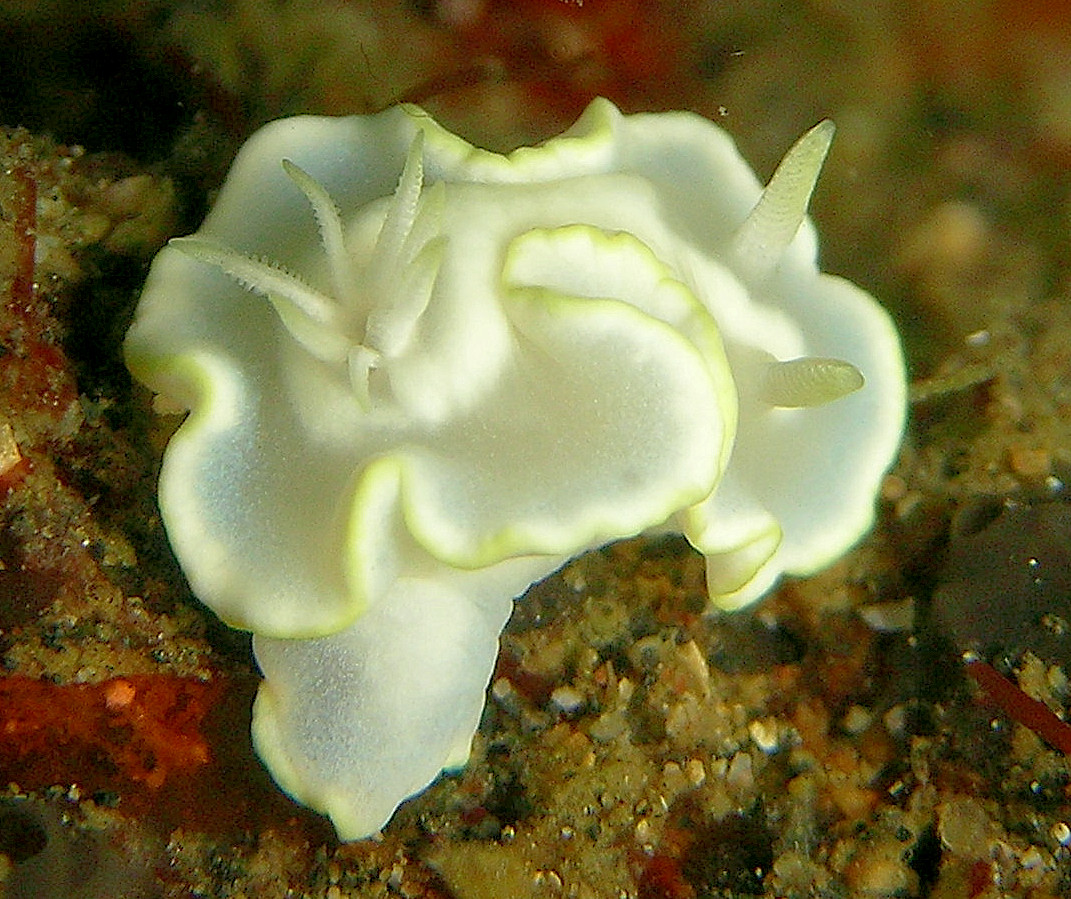
Glossodoris pallida
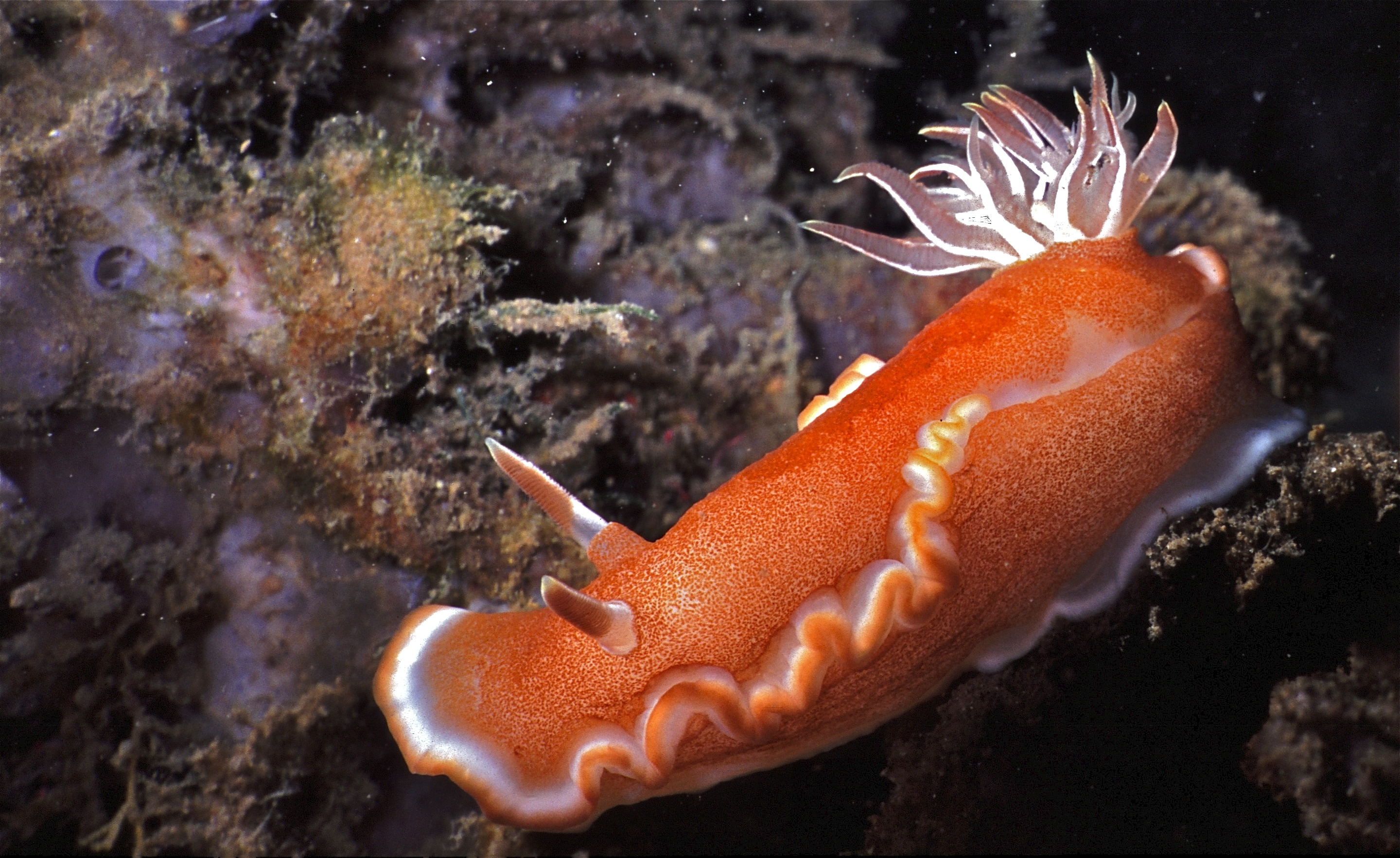
Glossodoris rufomarginata